# María Fernanda Álvarez Terán
María Fernanda Álvarez Terán (Santa Cruz de la Sierra, 28 de Fevereiro de 1989) é uma tenista profissional boliviana.